# Kerstin Schweighöfer
Kerstin Schweighöfer (* 1960) ist eine deutsche Autorin und Journalistin, die vorwiegend als Auslandskorrespondentin arbeitet.

## Leben und beruflicher Werdegang
Kerstin Schweighöfer wuchs in der Hegaustadt Engen im Bodenseeraum auf und besuchte das Friedrich-Wöhler-Gymnasium in Singen.
Nach dem Abitur 1979 hospitierte sie beim Singener Südkurier und studierte in München und Lyon Romanistik, Politologie und Kunstgeschichte. Nach ihrem Magisterabschluss 1986 besuchte sie die Henri-Nannen-Journalistenschule in Hamburg.
Seit 1990 lebt sie als freie Autorin, Auslandskorrespondentin und Moderatorin in den Niederlanden. Sie arbeitet vorwiegend für die ARD-Hörfunkanstalten, Deutschlandfunk und Deutschlandfunk Kultur, das Kunstmagazin Art sowie die Tageszeitungen Luxemburger Wort und Der Standard in Wien.
Von 2007 bis 2013 war Kerstin Schweighöfer Vorsitzende der Auslandspressevereinigung in den Niederlanden BPV-FPA. Außerdem ist sie Gründungsmitglied der Weltreporter e.V., dem größten Netzwerk freier deutschsprachiger Auslandskorrespondenten. Sie war von 2015 bis 2017 dessen Vorsitzende.
Kerstin Schweighöfer spricht neben Deutsch fließend Niederländisch, Englisch und Französisch.
Seit 2021 ist sie mit dem pensionierten Kriminalbeamten Dieter Quermann verheiratet.

## Werke
- Vom Treiben hinterm Deich: Wie sich die Niederländer über Wasser halten. In: Silvia Feist (Hrsg.): Weltmacht Wasser. Herbig-Verlag, München 2009, ISBN 978-3-7766-2596-7.
- Auf Heineken könn wir uns eineken: Mein fabelhaftes Leben zwischen Kiffern und Kalvinisten. Piper-Verlag, München 2012, ISBN 978-3-492-27292-6.
- Niederlande: Vergessende, unvergessen. In: Marc Engelhardt (Hrsg.): Völlig utopisch. 17 Beispiele einer besseren Welt. Pantheon-Verlag, München 2014, ISBN  978-3-570-55244-5.
- Merian Momente. Antwerpen/Brügge/Gent. Merian in der Travel House Media GmbH, 2014, ISBN 978-3-8342-1781-3.
- Hundert Jahre Leben. Welche Werte wirklich zählen. Hoffmann und Campe, Hamburg 2015, ISBN 978-3-455-50375-3.
- 100 Jahre Leben. Hundertjährige geben Antwort auf die großen Fragen. Piper-Verlag, 2017, ISBN 978-3-492-30959-2.
- Merian live! Antwerpen Brügge Gent. Merian in der Travel House Media GmbH, 2018, ISBN 978-3-8342-2859-8.
- Niederlande – Klimamauern. In: Marc Engelhardt (Hrsg.): Ausgeschlossen. Eine Weltreise entlang Mauern, Zäunen und Abgründen. Deutsche Verlags-Anstalt, München 2018, ISBN 978-3-421-04816-5.
- mit Dieter Quermann: Herzensbrüche. Geschichten von Trennungen und Neubeginn. Hoffmann und Campe, Hamburg 2019, ISBN 978-3-455-00534-9.
- mit Dieter Quermann: Ein Herz bricht selten allein: Geschichten von Trennungen und dem Glück danach. Piper, München 2020, ISBN 978-3-455-00534-9.
- Niederlande: Die Gerichtsfeste. In: Marc Engelhardt (Hrsg.): Die Klimakämpfer. Wer unseren Planeten wirklich rettet und wie du selbst zum Klimahelden werden kannst. Penguin-Verlag, München 2021, ISBN 978-3-328-10729-3.
- Gebrauchsanweisung für die Niederlande. Piper-Verlag, München 2022, ISBN 978-3-492-27756-3.